# ITER

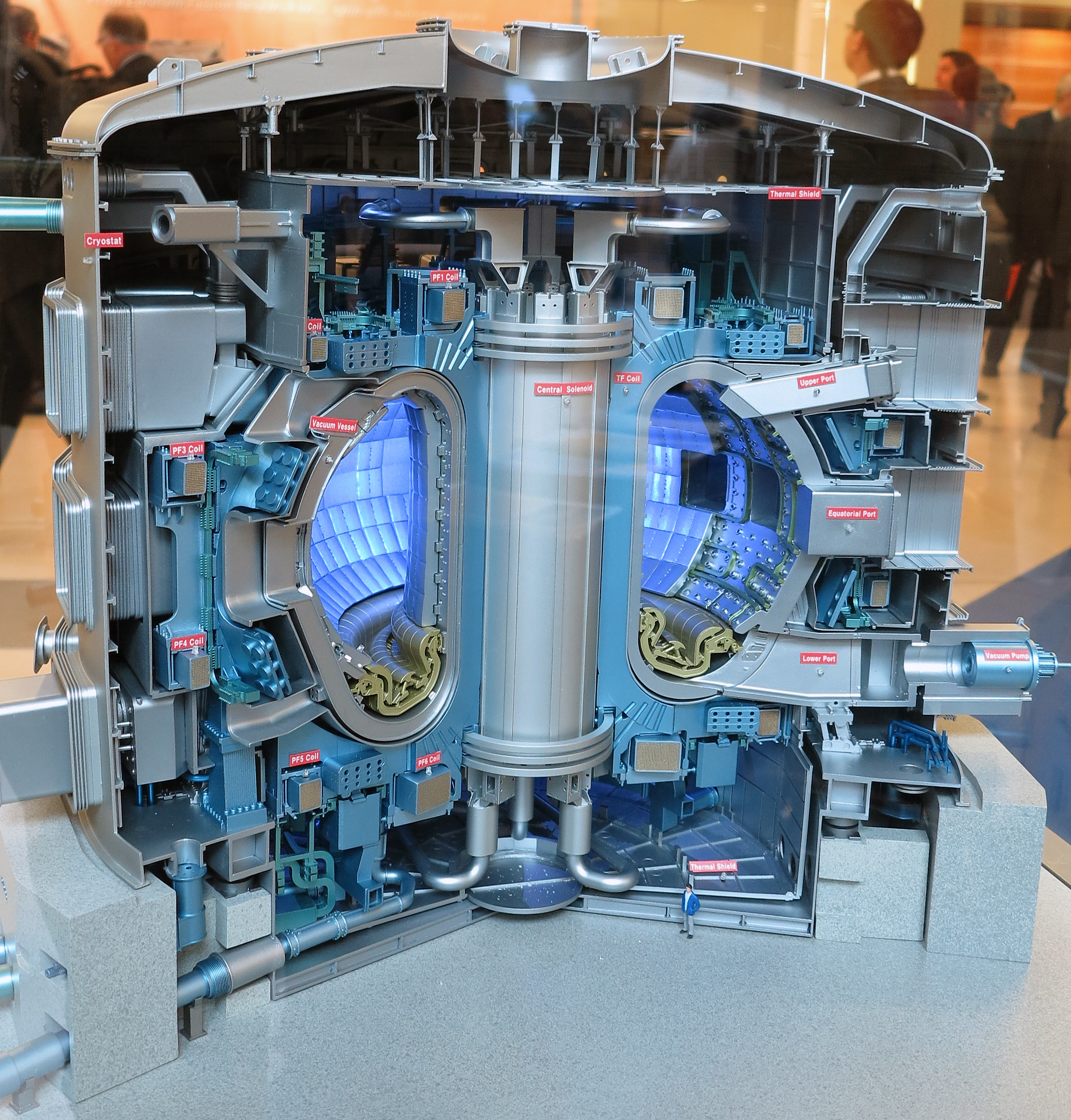
A reaktor makettje (keresztmetszet)

Az ITER (International Thermonuclear Experimental Reactor – Nemzetközi Kísérleti Termonukleáris Reaktor) egy nemzetközi tokamak (mágneses fúzió) kutatás-fejlesztési (K+F) projekt, melynek célja a jövőbeli villamos erőművek technológiájának kifejlesztése a mai plazmafizikai ismereteink továbbfejlesztésével. A jelenleg üzemelő leghatékonyabb plazmafúziós berendezésekkel, többek között a JET, DIII-D, EAST, TFTR, K-Star, JT-60, TCV és T-15 által felhalmozott tudásra fog épülni, de számottevően nagyobb lesz náluk, és a működtetéséhez szükséges energia itt már jóval kisebb lesz a konstrukció által termelt energiánál (a tervezett energiasokszorozási hányados Q = 10, ellentétben pl. a jelenlegi rekordtartó JET-tel, ahol a legjobb Q = 0,64 volt, azaz a betáplált energia 64%-ának megfelelő fúziós energiát termelt).
2006. november 21-én az ITER hét résztvevője (Európai Unió, USA, Kína, Oroszország, Dél-Korea, Japán,  India) formálisan is megállapodott a projekt finanszírozásában.
A program várt időtartama 30 év, melyből 10 évet az építés, 20 évet a működés tölt ki. 
Teljes költségvetése körülbelül 10 milliárd euró. Hosszas egyeztetések után a jelentkező francia, japán, kanadai és spanyol helyszínek közül a franciaországi Cadarache kutatóközpontot választották ki helyszínnek. 2017 szeptemberében az építkezés már javában zajlott Saint-Paul-lès-Duranceban, a főbb épületek elkészültek.
A tervek szerint az ITER körülbelül 500 MW fúziós teljesítmény fenntartására lesz képes legfeljebb 400 másodpercen keresztül (a második legnagyobb eszköz, a JET valaha volt legnagyobb teljesítménye 16 MW volt kevesebb mint 1 másodpercen át). Ezalatt körülbelül fél gramm deutérium/trícium keverék fúziója zajlik le a 840 m³ térfogatú reaktortartályban. Noha az ITER már képes lesz fúziós energia előállítására, ezt még nem fogják áram termelésére használni, hanem a fúziós energiatermelés kivitelezhetőségét demonstrálandó kutatóberendezés lesz. A következő, energiát már ipari szinten is előállító fúziós reaktor a 2000 MW-os DEMO lesz.

## Célok és remények
A projekt hivatalosan deklarált célja, hogy „bizonyítsa a fúziós atomenergia békés felhasználásának tudományos és technikai kivitelezhetőségét”. Ezen belül számos specifikus cél van, amelyeket egy gazdaságos fúziós reaktor számára szükségesnek tartanak:
- A külső fűtéshez képest pillanatszerűen 10-szer annyi fúziós eredetű hőenergia termelése (10-es Q-érték)
- Stabil állapotú (steady state) plazma létrehozása legalább 5-ös Q-értékkel
- Egy fúziós ütem fenntartása legalább 8 percig
- Begyújtani egy „égő” (önfenntartó) plazmát
- A fúziós erőművekhez szükséges technológiák kifejlesztése – a szupravezető mágnesek és a robotikai távfelügyelet is ide tartozik
- Tríciumtenyésztési tervek ellenőrzése
- A neutronpajzs- és hőhasznosítási technológia finomítása (a D+T fúziós reakció gyors neutronok formájában termeli a legtöbb energiát)

## A reaktor működése
A deutérium- és a tríciummagok egyesülése során belőlük egy héliumatommag (alfa-részecske) és egy nagy energiájú neutron jön létre.
{\displaystyle {}_{1}^{2}{\mbox{H}}+{}_{1}^{3}{\mbox{H}}\rightarrow {}_{2}^{4}{\mbox{He}}+{}_{0}^{1}{\mbox{n}}+17,6{\mbox{ MeV}}}
Habár gyakorlatilag a periódusos rendszer szinte minden, vasnál könnyebb izotópjának fúziója energiát termel, messze a deutérium-trícium (D-T) fúzió termeli a legtöbbet és igényli egyúttal a legkevesebb befektetést. Gyakorlatilag jelenleg még a gazdaságos D-T fúzió beindításához is olyan rendkívüli technikai nehézségeket kell leküzdeni, hogy várhatóan közel 50 év fejlesztés után is csak az ITER lesz az első, erre alkalmas reaktor.
A fiatal és középkorú csillagok hatalmas mennyiségű, fúzió által termelt energiát sugároznak ki. Tömegarányt nézve (tömeg-energia ekvivalencia) a D-T fúzió háromszor annyi energiát termel, mint az U-235 hasadása, és sokmilliószor több energiát a szén és olaj égéséhez hasonló kémiai folyamatokhoz képest. A fúziós erőmű célja az, hogy ezt az energiát villamosenergia-termelés céljára hasznosítsa. (Mindezt környezetbarát és gyakorlatilag kimeríthetetlen módon: levegőbe juttatott károsanyag kibocsátás nélkül, valamint radioaktív hulladék sem keletkezik a működés során (pontosabban kis felezési idejű és kis mennyiségű hulladék keletkezik, de ez hamar veszélytelenné válik), ellentétben a hagyományos, fissziós atomerőművekkel.)
A fúziós reaktorok jóval biztonságosabbak a hagyományos atomerőműveknél, mert „veszély” esetén a reaktor önmagát állítja le, a magas hőmérséklet automatikus megszűnésével.
A fúzió aktivációs energiája nagyon magas, mert mindkét atommag egy-egy protont tartalmaz, amelyek töltésük azonossága folytán taszítják egymást. Durva becslés szerint a magoknak körülbelül 1 femtométer (1 × 10−15 méter) közelségbe kell kerülniük az egyesüléshez, mert onnantól válik elég valószínűvé, hogy a kvantummechanikai alagúteffektus segítségével a magokat vonzó erős magerő legyőzi az elektromágneses taszításukat. Az ITER-ben ezt a közelséget a plazma erős felhevítésével érik el, miközben mágneses térrel összenyomják.
A magas hőmérséklet teszi lehetővé, hogy a magok elég kinetikus energiával rendelkezzenek a taszítóerő legyőzéséhez. Deutérium-trícium keverék esetén az optimális reakciósebesség 100 000 000 K nagyságrendű. A plazmát ohmikus fűtéssel hevítik fel erre a hőmérsékletre, azaz áramot vezetnek át rajta. Ez a fúziós reakcióban egyébként részt nem vevő, nagy sebességű részecskék belövésével, valamint rádió- és mikrohullámú fűtéssel egészítik ki.

## Történet

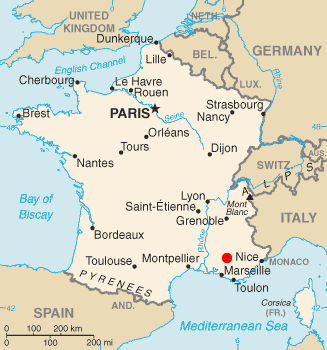
Cadarache, a projekt helyszíne

Az ITER története 1985-ben kezdődött meg egy Európai Unió, az USA, a Szovjetunió és Japán közti együttműködés keretében. Az Európai Uniót az EURATOM képviselte. A közben megszűnt Szovjetunió helyét Oroszország vette át.
Sok éves huzavona, tárgyalássorozat során idővel világossá vált, hogy a kezdeti tervek támogatás hiányában nem megvalósíthatóak. Ezért elkezdődött egy csökkentett költségvetésű ITER tervezése.
Kanada belépett a projektbe.
1999-ben az USA – feltehetőleg anyagi okokból – kilépett a projektből. Végül bő másfél évtized után 2001-re sikerült a végleges tervek kialakítása. Újabb huzavona vette kezdetét, amelynek már a finanszírozás megosztása és a helyszín voltak a fő pontjai. 2003-ban Kína is csatlakozott a projekthez. Néhány hétre rá az USA visszatért, majd pedig Dél-Korea is belépett a projektbe. Kanada, feltehetőleg mivel világossá vált, hogy nincs esély rá, hogy ott épüljön fel az erőmű, kilépett. 2005 nyarára végül két lehetséges helyszín között kellett dönteni: a japán Rokkaso-Mura és a francia Cadarache között. Médiavillongásokkal is tarkított küzdelem indul meg, amit végül az zárt le, hogy a japán fél különböző előnyök fejében végül is beleegyezett a francia helyszínbe. Még az év végén belépett a projektbe India. 2006 végére formálisan is létrejött a reaktor megépítésével megbízott bizottság. 2007. október 24-én megalakult az ITER szervezete. Az építési munkálatok 2008 őszén kezdődtek meg; az első plazmaműveletet 2025 decemberére várják. A projekt teljes élettartama előreláthatólag 30 év lesz, költségvetése körülbelül 10 milliárd dollár.
Annak lehetőségét, hogy az ITER mindjárt kereskedelmileg is hasznosítható energiát termeljen, elvetették. A jelenlegi elképzelések szerint 2050 körül várható az első ipari fúziós erőmű, a DEMO elindulása, és az ezt követő körülbelül 30 évben a fúziós energiatermelés széles körű elterjedése.
2024. július 3-án bejelentették, hogy elkészült a reaktor. Azonban még nem fogják beindítani az energiatermelést: előtte szükség van a reaktor tesztelésére, mely a tervek szerint 15 évig fog tartani. A reaktor éles működése legkorábban 2039-ben kezdődhet meg.